# Ремезов, Александр Кондратьевич
Александр Кондратьевич Ремезов (1869 — ?) — российский и советский военачальник, командарм Красной армии, генерал-майор (1915).

## Биография[1]
Православный, сын священника, учился в Рязанской духовной семинарии. В 1886 году уволен по прошению. В службу вступил 14 января 1887 вольноопределяющимся в 2-й Фаногорийский гренадёрский полк. Закончил Казанское пехотное юнкерское училище в 1889 по 2-му разряду. Выпущен в Ярославский 117-й пехотный полк.
В 1896 поступил в Николаевскую академию Генерального штаба и в 1899 окончил её по 1-му разряду и причислен к Генеральному штабу. Состоял при Варшавском военном округе. Начальник строевого отдела Осовецкой крепости с 13 января до 4 ноября 1900. Старший адъютант штаба 14-го армейского корпуса с 4 ноября 1900 до 31 января 1904.
Помощник старшего адъютанта штаба Квантунской области с 31 января до 4 сентября 1904. Старший адъютант штаба военного окружного управления Маньчжурской армии с 4 сентября 1904 до 11 марта 1905. Затем штаб-офицер для поручений при управлении генерал-квартирмейстера тыла Манчжурской армии. Штаб-офицер для особых поручений при штабе 17-го армейского корпуса с 11 марта до 25 августа 1905.
Штаб-офицер для особых поручений при штабе 2-го сводного стрелкового корпуса с 25 августа 1905 до 10 сентября 1906. Старший адъютант штаба Иркутского военного округа с 10 сентября до 19 ноября 1906. Цензовое командование ротой отбывал в 27-м Восточно-Сибирском стрелковом полку с 19 ноября 1906 до 6 ноября 1907. Штаб-офицер для поручений при штабе Приамурского военного округа до 27 апреля 1908. Штаб-офицер при управлении 2-й Сибирской пехотной резервной бригады с 27 апреля 1908 до 26 сентября 1910. Цензовое командование батальоном отбывал в 8-м пехотном Сибирском резервном Томском полку с 4 мая до 6 сентября 1909.
Начальник штаба 49-й пехотной дивизии с 26 сентября 1910 до 25 декабря 1914. Командир 194-го пехотного Троице-Сергиевского полка с 25 декабря 1914 до 5 июля 1915. Командир бригады 81-й пехотной дивизии с 5 июля 1915 до 5 мая 1916. Начальник штаба 75-й пехотной дивизии с 5 мая до 5 июня 1916. Начальник штаба 31-го армейского корпуса с 5 июня 1916 до 18 апреля 1917. Командующий 16-й Сибирской стрелковой дивизией с 18 апреля 1917, затем с 19 ноября 1917 командующий 2-й Сибирской стрелковой дивизией.
Добровольно вступил в РККА в 1918 и был назначен начальником 10-й стрелковой дивизии с 30 июля 1918, которая формировалась в Перми. Командовал ею до 10 декабря 1918. С 27 января до 1 июля 1919 командовал 7-й армией. Находился в распоряжении Главкома с 28 июня 1919. Начальник штаба 11-й армии с 10 октября 1919 до 7 мая 1921; при этом с 12 до 26 июля 1920 и с 12 до 19 сентября 1920 временно исполняющий должность командующего 11-й армией. Включён в списки Генерального штаба Красной армии от 15 июля 1919 и 7 августа 1920, однако уже 1 марта 1923 в списке военных не значится.

### Звания
- подпрапорщик (1889);
- подпоручик (5 декабря 1889);
- поручик (1 сентября 1893);
- штабс-капитан (2 июня 1899);
- капитан (1 апреля 1901);
- подполковник (6 декабря 1904);
- полковник (6 декабря 1908);
- генерал-майор (1 мая 1915, старшинство 2 декабря 1914).

### Награды
- Георгиевское оружие (за то, что во время боёв 14-го — 17-го ноября 1914 года, на Карпатах, неоднократно личным примером мужества и храбрости ободряя вверенные ему войска, выдерживал натиск превосходных сил противника и тем облегчил действие главных сил дивизии), 24 февраля 1915;
- Орден Святого Станислава 3-й степени, 1901;
- Орден Святого Станислава 2-й степени с мечами, 1905;
- Орден Святой Анны 3-й степени, 1906;
- Орден Святой Анны 2-й степени с мечами, 1907;
- Орден Святого Владимира 4-й степени с мечами и бантом, 3 марта 1915;
- Орден Святого Владимира 3-й степени с мечами, 3 марта 1915;
- Орден Святого Станислава 1-й степени с мечами, октябрь 1915;
- Орден Святой Анны 1-й степени с мечами, 11 октября 1917;
- Медаль в память русско-японской войны;
- Медаль в память царствования Александра III;
- Высочайшее благоволение (за отличие в делах против неприятеля), 12 февраля 1916.